# Jerzy Bystrzycki
Jerzy Adam Bystrzycki (ur. 24 grudnia 1963 w Lubaczowie, zm. 26 września 2013 w Krynicy-Zdroju) – polski fizyk techniczny. 

## Życiorys
Absolwent Wydziału Chemii i Fizyki Technicznej Wojskowej Akademii Technicznej im. Jarosława Dąbrowskiego w Warszawie (WAT), doktor habilitowany nauk technicznych w zakresie inżynierii materiałowej, specjalista w zakresie inżynierii materiałowej, zwłaszcza metaloznawstwa, profesor nadzwyczajny Katedry Zaawansowanych Materiałów i Technologii na Wydziale Nowych Technologii i Chemii Wojskowej Akademii Technicznej im. Jarosława Dąbrowskiego w Warszawie (WAT). Kierownik Zakładu Technologii Materiałów na tejże uczelni (2000–2002).